# Astiosoma malayense
Astiosoma malayense är en tvåvingeart som beskrevs av Curtis W. Sabrosky 1956. Astiosoma malayense ingår i släktet Astiosoma och familjen smalvingeflugor. Inga underarter finns listade i Catalogue of Life.